# Prevara
Prevara je dejanje, s katerim kdo z določenim namenom zavede koga v zmoto.